# Tấn (Ngũ đại)
Tấn hay Tiền Tấn (giản thể: 前晋; phồn thể: 前晉, 907–923) là một chính quyền cát cứ ở khu vực nay thuộc tỉnh Sơn Tây với trung tâm ở Thái Nguyên vào thời Ngũ Đại Thập Quốc trong lịch sử Trung Quốc, do Lý Khắc Dụng của tộc Sa Đà lập nên.
Tháng 12 năm Càn Ninh thứ hai thời Đường Chiêu Tông (năm 896), Hà Đông tiết độ sứ của Thái Nguyên cát cứ trong loạn Hoàng Sào là Lý Khắc Dụng được Chiêu Tông phong làm Tấn vương. Năm Thiên Hựu thứ tư thời Đường Ai Đế (năm 907), Chu Toàn Trung soán ngôi nhà Đường, kiến lập Hậu Lương. Lý Khắc Dụng vẫn sử dụng niên hiệu Thiên Hựu của Ai Đế, lấy đó để chống lại Hậu Lương. Năm 908, Lý Khắc Dụng mất, con là Lý Tồn Úc nối ngôi Tấn vương.
Năm Thiên Hựu thứ 20 nước Tấn (năm 923), Lý Tồn Úc xưng đế, đổi quốc hiệu là Đường, sử gọi là Hậu Đường, tính chất độc lập vốn có của nước Tấn do đó mà biến mất. Cùng năm, Hậu Đường tiêu diệt Hậu Lương, trở thành chính quyền Trung Nguyên mang địa vị chính thống.